# Sala Comacina
Sala Comacina is een gemeente in de Italiaanse provincie Como (regio Lombardije) en telt 618 inwoners (31-12-2004). De oppervlakte bedraagt 5,3 km², de bevolkingsdichtheid is 120 inwoners per km².

## Demografie
Sala Comacina telt ongeveer 247 huishoudens. Het aantal inwoners daalde in de periode 1991-2001 met 5,0% volgens cijfers uit de tienjaarlijkse volkstellingen van ISTAT.
| Jaar | Inwoneraantal |
| ---- | ------------- |
| 1991 | 636           |
| 2001 | 604           |

## Geografie
De gemeente ligt op ongeveer 213 m boven zeeniveau.
Sala Comacina grenst aan de volgende gemeenten: Colonno, Lezzeno, Ponna, Tremezzina.